# Paiement de facture électronique
Le paiement de facture électronique (en anglais, electronic bill payment) est une fonction des services bancaires en ligne, mobiles et téléphoniques, dont les effets sont similaires à ceux d’un virement bancaire, permettant à un client d’une institution financière de virer de l’argent de son compte de transactions ou de sa carte de crédit à un compte spécifique d'un créancier, d'un fournisseur, d'un grand magasin ou d'un particulier. Ces paiements sont généralement exécutés électroniquement sous forme de dépôt direct via un système de paiement national, géré par les banques ou conjointement avec le gouvernement. Le paiement est généralement initié par le payeur, mais peut également être configuré en tant que prélèvement automatique.
Outre la fonction de paiement de factures, la plupart des banques proposent également diverses fonctionnalités avec leurs systèmes de paiement électronique. Celles-ci incluent la possibilité de programmer des paiements anticipés à effectuer à une date précise (pratique pour les paiements d'hypothèque et de pension alimentaire), de sauvegarder les informations du fournisseur pour les réutiliser ultérieurement, et diverses options pour rechercher l'historique des paiements. Dans de nombreux cas, les données de paiement peuvent également être téléchargées et enregistrées directement dans le logiciel de comptabilité ou de finances personnelles du client.

## Histoire
Les premiers services de paiement de facture électronique sont apparus dans les années 1970. Il était alors possible d'envoyer par la poste un chèque à certains fournisseurs et de leur demander de débiter automatiquement le compte correspondant pour un montant égal à la facture mensuelle du fournisseur. Par la suite, chaque mois, l'ordinateur du fournisseur communiquait avec l'ordinateur de la banque du client pour effectuer les virements bancaires préautorisés. Dans les années 1980, la plupart des compagnies d'électricité, de téléphone, de télévision par câble et de cartes de crédit offraient ce service.
L'adoption du service précédent a toutefois été lente et les paiements de facture électroniques ne sont devenus vraiment populaires qu'autour de l'an 2000 avec la montée en popularité d'Internet.

## Bénéfices
Pour les consommateurs, le paiement de facture électronique est moins cher, plus rapide et plus pratique que la rédaction, la mise à la poste et la réconciliation des chèques. De plus, en y ajoutant la fonction de paiement automatique préautorisé, le consommateur est certain de ne pas oublier de payer ses factures et il évite ainsi les pénalités de retard.
Pour les fournisseurs, la présentation et le paiement électroniques des factures réduisent les frais d'exploitation et augmentent la fidélité des clients. Dans certains cas, la présentation et le paiement électroniques des factures accélèrent le traitement des paiements, ce qui entraîne une amélioration des flux de trésorerie. Toutefois, le but premier de la présentation et du paiement électroniques des factures n'est pas l'amélioration du flux de trésorerie, mais bien la réduction des coûts de traitement des factures et des paiements. D'ailleurs, la plupart des services de paiement de facture électronique offrent une option de paiement à la date limite de paiement pour encourager l'adhésion du client au service, ce qui démontre bien que le fournisseur vise la réduction des coûts pour lui et son client plutôt que l'amélioration de son flux de trésorerie.
Pour les banques, le paiement de facture électronique réduit les coûts de traitement et augmente la fidélité des clients. En effet, lorsqu'un client a enregistré le paiement automatique ou les paramètres d'un fournisseur pour des dizaines de factures auprès d'une banque, il est peu susceptible de changer de banque, car il devra alors réenregistrer ces informations auprès de sa nouvelle banque. Les banques ont constaté que « les clients qui paient en ligne font preuve de plus de loyauté et sont plus réceptifs aux autres offres de la banque ».